# Calycolpus aequatorialis
Calycolpus aequatorialis är en myrtenväxtart som beskrevs av Leslie Roger Landrum. Calycolpus aequatorialis ingår i släktet Calycolpus och familjen myrtenväxter. Inga underarter finns listade i Catalogue of Life.